# Uranya
Pour plus de détails, voir Fiche technique et Distribution.
Uranya est un film italo-grec réalisé par Costas Kapakas, sorti en 2006.

## Fiche technique
- Titre français : Uranya
- Réalisation : Costas Kapakas
- Scénario : Costas Kapakas
- Photographie : Stefano Falivene
- Montage : Yorgos Mavropsaridis
- Musique : Panagiotis Kalatzopoulos
- Pays d'origine : Grèce, Italie
- Format : Couleurs - 2,35:1
- Durée : 100 minutes
- Genre : comédie
- Date de sortie : 2006

## Distribution
- Aris Tsapis : Ahilleas
- Maria Grazia Cucinotta : Uranya
- Dimitris Piatas : Sergeant Batsakoutsas
- Manolis Mavromatakis : Dimitrakopoulos
- Dina Mihailidou : Evgenia
- Taxiarhis Hanos : Alekos